# La Sénia
La Sénia (em catalão e oficialmente) ou Cenia (em castelhano), no passado chamado La Cenia de Rosell é um município da Espanha na comarca de Montsià, província de Tarragona, comunidade autónoma da Catalunha. Tem 108,4 km² de área e em 2021 tinha 5 530 habitantes (densidade: 51 hab./km²).

## Demografia
| Variação demográfica do município entre 1991 e 2004[carece de fontes?] | Variação demográfica do município entre 1991 e 2004[carece de fontes?] | Variação demográfica do município entre 1991 e 2004[carece de fontes?] | Variação demográfica do município entre 1991 e 2004[carece de fontes?] |
| ---------------------------------------------------------------------- | ---------------------------------------------------------------------- | ---------------------------------------------------------------------- | ---------------------------------------------------------------------- |
| 1991                                                                   | 1996                                                                   | 2001                                                                   | 2004                                                                   |
| 4863                                                                   | 5045                                                                   | 5365                                                                   | 5735                                                                   |